# Süreyya Ağaoğlu
Süreyya Ağaoğlu (1903, Šuša – 29. prosince 1989, Istanbul) byla turecká právnička a spisovatelka ázerbájdžánského původu.Je první ženou právníkem v turecké historii.

## Životopis
Byla dcera Ahmeta Ağaoğlula, prominenta Ázerbájdžánu a později tureckého politika. Po pádu Ázerbájdžánské demokratické republiky v roce 1920 se rodina přestěhovala do Turecka, kde Sureyya vystudovala na Istanbulské univerzitě právnickou fakultu a pracovala jako právník od roku 1927 až do své smrti v roce 1989. Je autorkou knih Londra'da Gördüklerim a Bir Hayat Böyle Geçti.
Zemřela na mrtvici v roce 1989.